# Дзыза, Александр Матвеевич
Александр Матвеевич Дзы́за (27 августа 1919, Поповка — 6 сентября 1993, Москва) — советский военачальник, генерал-лейтенант, Старший Группы советских военных специалистов во Вьетнаме (январь 1965 года — ноябрь 1966 года).

## Биография
Родился 27 августа 1919 года в селе Поповка Бердянского уезда Таврической губернии Украинской ССР (ныне — село Смирново Пологовского района Запорожской области Украины). Член КПСС с 1946 года.
В 1936 году окончил сельскохозяйственный техникум.
В ноябре 1939 года вступил в РККА. В сентябре 1941 года закончил Горьковское училище зенитной артиллерии имени В. М. Молотова, в 1954 году — Военную артиллерийскую командную академию имени Ф. Э. Дзержинского, а в 1963 году — Военную академию Генерального штаба Вооруженных Сил СССР.
Занимаемые должности:
- сентябрь 1941 — июнь 1942 — командир взвода 317-го зенитно-артиллерийского полка Юго-Западного фронта
- февраль 1942 — август 1942 — заместитель командира батареи 317-го зенитно-артиллерийского полка Южного фронта
- август 1942 — декабрь 1943 — помощник начальника штаба 317-го зенитно-артиллерийского полка 1-го Украинского фронта
- декабрь 1943 — июль 1944 — начальник штаба 317-го зенитно-артиллерийского полка 1-го Украинского фронта
- июль 1944 — февраль 1948 — начальник штаба 1572-го зенитно-артиллерийского полка смешанного калибра 41-й дивизии ПВО Юго-Западного округа ПВО
- февраль 1948 — сентябрь 1949 — начальник штаба 427-го зенитно-артиллерийского полка 6-й гвардейской механизированной дивизии 4-го гвардейской механизированной армии (Группа советских оккупационных войск в Германии)
- июнь 1954 — июнь 1956 — командир 678-го зенитного ракетного полка особого назначения Московского округа ПВО
- июнь 1956 — июль 1960 — начальник 12-го учебного центра Войск ПВО (Кубинка)
- июль 1960 — сентябрь 1961 — начальник отдела боевого применения и подготовки штабов — заместитель начальника штаба ЗРВ ПВО
- июль 1963 — январь 1965 — заместитель командира 12-го корпуса ПВО Бакинского округа ПВО (Ростов-на-Дону)
- январь 1965 — ноябрь 1966 — старший группы советских военных специалистов во Вьетнаме (ДРВ)
- ноябрь 1966 — декабрь 1980 — заместитель командующего войсками Ордена Ленина Московского округа ПВО по боевой подготовке — начальник управления/отдела боевой подготовки, Член Военного Совета округа

## Семья
Супруга — Дзыза Анна Александровна (1922—2001) — участница Великой Отечественной войны.
Дети:
- Дзыза Олег Александрович (1945 г. р.) — окончил МГУ им. М. В. Ломоносова, советский и российский дипломат. Имеет двух сыновей и двух внуков.
- Дзыза Игорь Александрович (1956 г. р.) — окончил ЯВЗРКУ и Военную командную академию ПВО (город Калинин), подполковник в отставке. Имеет двух сыновей и дочь.

Дядя:
- Дзыза Григорий Антонович (1893—1938) — военный деятель, дивинтендант, помощник командующего войсками ОКДВА по материальному обеспечению.

## Награды
- Орден Ленина
- Орден Красного Знамени
- Орден Отечественной войны 1 и 2 степени
- Орден Трудового Красного Знамени
- Орден Красной Звезды (два)
- Медаль «За боевые заслуги»
- Медаль «За победу над Германией в Великой Отечественной войне 1941—1945 гг.»
- Юбилейная медаль «30 лет Советской Армии и Флота»
- Юбилейная медаль «40 лет Вооружённых Сил СССР»
- Юбилейная медаль «Двадцать лет Победы в Великой Отечественной войне 1941—1945 гг.»
- Юбилейная медаль «50 лет Вооружённых Сил СССР»
- Медаль «В ознаменование 100-летия со дня рождения Владимира Ильича Ленина»
- Медаль «За отличие в воинской службе»
- Юбилейная медаль «Тридцать лет Победы в Великой Отечественной войне 1941—1945 гг.»
- Медаль «Ветеран Вооружённых Сил СССР»
- Юбилейная медаль «60 лет Вооружённых Сил СССР»
- Юбилейная медаль «Сорок лет Победы в Великой Отечественной войне 1941—1945 гг.»
- Юбилейная медаль «70 лет Вооружённых Сил СССР»
- Знак «25 лет победы в Великой Отечественной войне»
- Нагрудный знак «Воину-интернационалисту»
- Вьетнамский орден «Труда» 1 степени
- Вьетнамская медаль «Дружбы»